# 大山まきば
大山まきば（だいせんまきば・大山牧場）とは、鳥取県西伯郡にある農場と乳製品のお土産の売店やレストラン、乳搾りなどの体験ができる施設である。施設の裏には大山がそびえ立つ。

## 諸情報
- 詳細地：〒689-4101 鳥取県西伯郡伯耆町小林水無原2-11
- 営業期間：3月中旬～12月上旬(火曜日休み)
- 営業時間：10時～17時(7月20日～8月31日は10時～21時)
- 駐車場：大型車11台・自家用車154台
- 運営者：大山乳業農業協同組合